# Universidade da Dakota do Sul
A Universidade da Dakota do Sul (em inglês: University of South Dakota, USD) é a mais antiga universidade do estado de Dacota do Sul, foi fundada em 1862 e as aulas começaram em 1882. Localizado em Vermillion, é a casa de USD só escola médica Dakota do Sul e Faculdade de Direito. USD é regido pela Dakota do Sul Junta de Regentes, e seu presidente atual é Jim Abbott. A universidade foi credenciada pelo North Central Association of College and Schools desde 1913.